# Erpodium schimperi
Erpodium schimperi är en bladmossart som beskrevs av C. Müller 1887. Erpodium schimperi ingår i släktet Erpodium och familjen Erpodiaceae. Inga underarter finns listade i Catalogue of Life.